# Брикеразио
Брикера̀зио (на италиански: Bricherasio; на пиемонтски: Bricheras, Брикераз, на окситански: Briqueras, Брикераз) е малък град и община в Метрополен град Торино, регион Пиемонт, Северна Италия. Разположен е на 400 m надморска височина. Към 1 януари 2020 г. населението на общината е 4600 души, от които 195 са чужди граждани.